# Roger Livesey
Roger Livesey (Barry, 25 giugno 1906 – Watford, 4 febbraio 1976) è stato un attore britannico.
È ricordato soprattutto per essere stato protagonista negli anni quaranta di tre film di Michael Powell ed Emeric Pressburger: Duello a Berlino (1943), So dove vado (1945) e Scala al paradiso (1946).

## Biografia
Nato nel Galles, a Barry da Mary Catherine Edwards e da Joseph Livesey. Dopo la morte del padre, Mary si risposò con il cognato Sam Livesey (fratello di Joseph), ingenerando con queste nozze confusione nelle note biografiche di Roger Livesey, che alcuni segnalano erroneamente come figlio di Sam.
Livesey studiò alla Westminster School e successivamente all'Italia Conti Academy of Theatre Arts, una scuola di recitazione fondata a Londra dall'attrice Italia Conti. Dopo aver debuttato in teatro all'età di undici anni, si affermò durante gli anni trenta come interprete teatrale e cinematografico, serio e di talento, dai modi tipicamente inglesi e dalla recitazione sempre controllata. 
Alto, bruno e atletico, con una bassa voce roca, Livesey toccò l'apice della sua carriera cinematografica alla metà degli anni quaranta, grazie ai tre film interpretati sotto la direzione di Michael Powell ed Emeric Pressburger. In Duello a Berlino (1943), l'attore diede la sua prova più importante con il ruolo di Clive Candy, ritratto durante tutto l'arco della sua esistenza, da giovane e coraggioso ufficiale subalterno fino agli anni della maturità e della vecchiaia. Livesey rese nel personaggio gli aspetti dell'essere inglese tanto cari a Powell, ovvero lo spirito conservatore britannico, l'imperturbabilità e la capacità di far emergere il lato sentimentale. In So dove vado (1945) Livesey interpretò il ruvido ufficiale di marina Torquil McNeil, che in un'atmosfera fiabesca nelle isole Ebridi si innamora di Joan Webster (Wendy Hiller), giunta da Manchester per sposare un ricco magnate più anziano di lei. Nel terzo e ultimo film interpretato con Powell e Pressburger, Scala al paradiso (1946), Livesey impersonò il neurochirurgo Reeves, amante della motocicletta, che muore in un incidente stradale e giunge in Paradiso, dove si rivolge al Tribunale Celeste per perorare la causa di un pilota (David Niven), il quale chiede una proroga al suo destino, essendosi innamorato di una radiofonista immediatamente prima dell'azione durante la quale è caduto con il proprio aeroplano.
Livesey continuò la propria carriera di attore anche negli anni cinquanta e sessanta. Tra le altre sue interpretazioni, da ricordare il fine e prezioso ritratto che fece di un anziano attore di music-hall, ancora capace di dominare la scena, nel film Gli sfasati (1960), padre del protagonista (Laurence Olivier).

## Filmografia parziale

### Cinema
- Where the Rainbow Ends, regia di Horace Lisle Lucoque (1921)
- Le quattro piume (The Four Feathers), regia di René Plaissetty (1921)
- Married Love, regia di Alexander Butler (1923)
- East Lynne on the Western Front, regia di George Pearson (1931)
- The Veteran of Waterloo, regia di A.V. Bramble (1933)
- A Cuckoo in the Nest, regia di Tom Walls (1933)
- Blind Justice, regia di Bernard Vorhaus (1934)
- Lorna Doone, regia di Basil Dean (1934)
- The Price of Wisdom, regia di Reginald Denham (1935)
- Midshipman Easy, regia di Carol Reed (1935)
- L'arte e gli amori di Rembrandt (Rembrandt), regia di Alexander Korda (1936)
- Il principe Azim (The Drum), regia di Zoltán Korda (1938)
- The Rebel Son, regia di Adrian Brunel, Albert de Courville e Alexis Granowsky (1938)
- Duello a Berlino (The Life and Death of Colonel Blimp), regia di Michael Powell, Emeric Pressburger (1943)
- So dove vado (I Know Where I'm Going!), regia di Michael Powell, Emeric Pressburger (1945)
- Scala al paradiso (A Matter of Life and Death), regia di Michael Powell, Emeric Pressburger (1946)
- Vice versa, regia di Peter Ustinov (1948)
- Tramonto d'amore (That Dangerous Age), regia di Gregory Ratoff (1949)
- La quinta offensiva (Green Grow the Rushes), regia di Derek N. Twist (1951)
- Il principe di Scozia (The Master of Ballantree), regia di William Keighley (1953)
- L'amante misteriosa (The Intimate Stranger), regia di Joseph Losey (1956)
- Clandestina a Tahiti (The Stowaway), regia di Ralph Habib, Lee Robinson (1958)
- Un colpo da otto (The League of Gentlemen), regia di Basil Dearden (1960)
- Gli sfasati (The Entertainer), regia di Tony Richardson (1960)
- Schiavo d'amore (Of Human Bondage), regia di Ken Hughes (1964)
- Le avventure e gli amori di Moll Flanders (The Amorous Adventures of Moll Flanders), regia di Terence Young (1965)
- Edipo re (Oedipus the King), regia di Philip Saville (1968)

### Televisione
- Missione segreta (Espionage) – serie TV, episodio 1x17 (1964)

## Doppiatori italiani
- Augusto Marcacci in Duello a Berlino, Gli sfasati
- Emilio Cigoli in Il principe Azim
- Mario Pisu in Il principe di Scozia
- Sergio Rossi in Scala al paradiso (ridoppiaggio)[3]
- Manlio De Angelis in Le avventure e gli amori di Moll Flanders